# Фестиваль (фильм, 2018)
«Фестиваль» (англ. The Festival) — британский комедийный фильм 2018 года Иэна Морриса, который ранее был известен работой над франшизой «Переростки». Фильм снят на фоне фестиваля в Лидсе.

## Сюжет
Кэйтлин, девушка Ника Тейлора, бросает его прямо в день вручения дипломов в университете. После этого Ник ещё попадает в неловкую ситуацию, когда со сцены при всех студентах просит Кэйтлин вернуться к нему и снова получает отказ. Следующие несколько дней Ник проводит в прострации, лёжа на кровати. Из этого состояния его пытается вытащить его друг Шейн, который зовёт Ника на большой музыкальный фестиваль. У Шейна там есть свой интерес. На фестивале будет его кумир DJ Акула-молот, который выступает в маске акулы.
В поезде, по дороге на фестиваль, друзья знакомятся с разговорчивой девушкой из Австралии по имени Эми. Она ежегодно посещала этот фестиваль на протяжении девяти последних лет. Всех троих ссаживает с поезда контролёр, поскольку в целях экономии они ехали по детским билетам. До поля, на котором проходит фестиваль, компании приходится добираться пешком. Будучи на месте Ник первым делом избавляется от Эми, которая раздражает его своими историями. Ник и Шейн случайно встречают своих однокурсников, которые живут в шикарном шатре. Те предлагают Нику и Шейну ставить свою палатку рядом с их шатром. В этом шатре живёт и Кэйтлин и Ник рассчитывает за время фестиваля примириться с ней. Однако на неё кладёт глаз человек, известный из-за протеза как Пират. Ник невольно подсматривает за Кэйтлин и Пиратом, когда те занимаются сексом и его прогоняют от шатра. Теперь Нику и Шейну приходится искать новое место для своей палатки.
На следующее утро друзья обнаруживают, что они разбили палатку рядом с палаткой Эми. Весь этот день они проводят втроём. Шейн и Эми веселятся, тогда как Ник страдает. Последней каплей становится его падение в грязь при Кэйтлин и других однокурсниках. Ник решает уйти в палатку и не выходить из неё до конца фестиваля. Шейн и Эми тем временем отправляются в лес, чтобы посмотреть на необычный камень, но теряются и случайно попадают на свадьбу друидов. Ник же знакомится с девушкой, наряженной как Смурфетта. Она даёт ему экстази и вместе они проводят весёлую ночь. Утром Смурфетта исчезает, а Ник обнаруживает у себя пирсинг в виде кольца в соске.
Ник во что бы то ни стало решает отыскать Смурфетту. Он находит целую компанию смурфетт, но нужной там не оказывается. Девушки соглашаются дать ему её номер, но при условии, что они с Шейном станцуют стриптиз. Во время этого действа ребят задерживает полиция. Из тюрьмы их вытаскивает отчим Шейна. Он же наталкивает Ника на мысль, что тот слишком зациклен на себе. Ник решает уделить внимание Шейну. Он хочет пробраться за сцену, чтобы Шейн увидел своего кумира Акулу-молота. За сцену им помогает пройти друид-жених, знакомый Шейна. Там же Ник встречает и свою Смурфетту, которая, однако, не проявляет к нему никакого интереса. Прошлой ночью она была под кайфом и ничего из того, что произошло между ними не помнит. Шейну же удаётся познакомиться с Акулой-молотом, а Эми угощает диджея своей едой. Однако оказывается, что у Акулы-молота аллергия на морепродукты. Лицо диджея разбухает и надевать маску и выходить на сцену приходится Шейну. Хотя музыка Шейна нравится зрителям, организаторы фестиваля пытаются его прогнать. Друзьям приходится спасаться, прыгнув в толпу.

## В ролях
- Джо Томас — Ник Тейлор
- Хаммед Анимашаун — Шейн Симпсон
- Клаудия О’Доэрти — Эми
- Эмма Ригби — Смурфетта
- Джемейн Клемент — Робин
- Ханна Тойнтон — Кэйтлин
- Курт Яигер — Пират
- Ноэль Филдинг — DJ Акула-молот
- Ник Фрост — Рикки, татуировщик
- Тео Барклем-Биггз — Горди Саймондс
- Ли Уильямс — Клайв
- Лиззи Коннолли — Люси
- Хью Коулз — Рекс
- Крис Гир — брат Дэвид

## Рецензии
Фильм получил смешанные отзывы, которые в целом были скорее положительными. На сайте Rotten Tomatoes рейтинг «свежести» фильма 81 % на основе 16 отзывов. На сайте Metacritic у фильма 57 баллов из 100 на основе 4 рецензий. Журнал Empire поставил фильму 3 звезды из 5, также фильм оценил и Майк МакКахилл из The Guardian. В The Observer фильму поставили 4 звезды из 5.